# Odo Reuter
Odo Morannal Reuter (Turku, 28 april 1850 - 2 september 1913) was een Zweeds-Finse zoöloog en dichter.
Reuter studeerde van 1867-1873 aan de Universiteit van Helsinki en promoveerde in 1877. Vervolgens werd hij universitair hoofddocent in de zoölogie, en in 1882 buitengewoon hoogleraar. In 1910 ging hij vervroegd met pensioen, wegens chronische gezondheidsproblemen, waaronder blindheid.
Reuter was een hemipterist, en hij specialiseerde zich met name in de blindwantsen.
Hij introduceerde het begrip 'parasitoïde'.

## Publicaties (selectie)
- Revisio critica Capsinarum praecipue Scandinaviae et Fenniae, väitöskirja. 1875
- Hemiptera Gymnoceratae Europae I-V. 1878–1896
- Ad cognitionem Reduviidarum. 1881
- Monographia Anthocoridarum orbis terrestris. 1885
- (sv)  Nya rön om myrornas omtviflade medlidande och hjälpsamhet. 1888
- Revisio synonymica Heteropterarum palearcticarum. 1888
- Corrodentia Fennica. 1892
- (sv)  Ängsmasken, dess härjningar i Finland och medlen till deras bekämpande. Finska Hushållningssällskapet, Åbo 1892
- Monographia Ceratocombidarum orbis terrestris. 1893
- Monographia generis Holotrichius Burm. 1893
- Monographia generis Reduvius Fabr., Lam. 1893
- (sv)  Ängsmasken 2, Berättelse öfver en på K. Finska hushållningssällskapets bekostnad sommaren 1892 företagen resa i och för studium af ängsmasken och de naturenliga medlen till dess utrotande. Finska Hushållningssällskapet, Åbo 1893
- (sv)  Ängsmasken 3,Berättelse öfver på K. Finska hushållningssällskapet bekostnad sommaren 1893 företagna undersökningar om ängsmasken och medlen till dess utrotande. Finska Hushållningssällskapet, Åbo 1894
- (sv)  Neuroptera fennica : förteckning och beskrifning öfver Finlands Neuropterer. 1894
- Species palæarcticae generis Acanthia Fabr., Latr. 1895
- Species palaearcticae generis Acanthia Fabr., Latr. dispositae. 1896
- (sv)  Skadeinsekter i våra fruktträdgårdar. 1897
- (sv)  Thysaunoptera Fennica : förteckning och beskrifning öfver finska Thysanoptera. 1898–1899
- Monographia generis Heteropterorum Phimodera Germ. Cum tabulis duabus. 1908
- Monographia Nabidarum orbis terrestris : pars prior : cum tabula colorata. 1910 (B. Poppiuksen kanssa)
- (sv)  Insekternas levnadsvanor och instinkter intill gryningen av de sociala instinkterna. 1913

- Bibsys: 1041833
- CiNii: DA14111054
- Stuttgart Database of Scientific Illustrators 1450–1950: 10221
- Gemeinsame Normdatei: 130836567
- International Standard Name Identifier: 0000 0001 0950 9346
- Library of Congress Control Number: no2011192870
- Nederlandse Thesaurus van Auteursnamen: 242139051
- LIBRIS: 260381
- Système universitaire de documentation: 197952224
- Virtual International Authority File: 6048655
- WorldCat: E39PBJcKQHgRf9C6yVJKJwWRrq